# Rouvres-les-Bois
Rouvres-les-Bois és un municipi francès, situat al departament de l'Indre i a la regió de Centre – Vall del Loira. L'any 2007 tenia 337 habitants.

## Demografia

### Població
El 2007 la població de fet de Rouvres-les-Bois era de 337 persones. Hi havia 152 famílies, de les quals 52 eren unipersonals (24 homes vivint sols i 28 dones vivint soles), 52 parelles sense fills, 32 parelles amb fills i 16 famílies monoparentals amb fills.
La població ha evolucionat segons el següent gràfic:
Habitants censats

### Habitatges
El 2007 hi havia 240 habitatges, 156 eren l'habitatge principal de la família, 55 eren segones residències i 29 estaven desocupats. 237 eren cases i 1 era un apartament. Dels 156 habitatges principals, 142 estaven ocupats pels seus propietaris, 13 estaven llogats i ocupats pels llogaters i 1 estava cedit a títol gratuït; 1 tenia una cambra, 14 en tenien dues, 31 en tenien tres, 62 en tenien quatre i 48 en tenien cinc o més. 92 habitatges disposaven pel capbaix d'una plaça de pàrquing. A 63 habitatges hi havia un automòbil i a 72 n'hi havia dos o més.

### Piràmide de població
La piràmide de població per edats i sexe el 2009 era:
| Homes | Edats   | Dones |
| ----- | ------- | ----- |
| 0     | 95 o +  | 0     |
| 0     | 90 a 94 | 0     |
| 8     | 85 a 89 | 8     |
| 16    | 80 a 84 | 8     |
| 8     | 75 a 79 | 20    |
| 24    | 70 a 74 | 4     |
| 12    | 65 a 69 | 20    |
| 12    | 60 a 64 | 16    |
| 4     | 55 a 59 | 4     |
| 12    | 50 a 54 | 0     |
| 12    | 45 a 49 | 16    |
| 12    | 40 a 44 | 20    |
| 12    | 35 a 39 | 8     |
| 8     | 30 a 34 | 0     |
| 4     | 25 a 29 | 0     |
| 8     | 20 a 24 | 12    |
| 0     | 15 a 19 | 16    |
| 8     | 10 a 14 | 8     |
| 8     | 5 a 9   | 8     |
| 0     | 0 a 4   | 0     |

## Economia
El 2007 la població en edat de treballar era de 189 persones, 129 eren actives i 60 eren inactives. De les 129 persones actives 116 estaven ocupades (70 homes i 46 dones) i 13 estaven aturades (4 homes i 9 dones). De les 60 persones inactives 37 estaven jubilades, 12 estaven estudiant i 11 estaven classificades com a «altres inactius».

### Ingressos
El 2009 a Rouvres-les-Bois hi havia 153 unitats fiscals que integraven 328 persones, la mediana anual d'ingressos fiscals per persona era de 14.708 €.

### Activitats econòmiques
Dels 8 establiments que hi havia el 2007, 1 era d'una empresa de fabricació d'altres productes industrials, 2 d'empreses de comerç i reparació d'automòbils, 1 d'una empresa de transport, 2 d'empreses d'hostatgeria i restauració, 1 d'una empresa d'informació i comunicació i 1 d'una empresa classificada com a «altres activitats de serveis».
Dels 2 establiments de servei als particulars que hi havia el 2009, 1 era un taller de reparació d'automòbils i de material agrícola i 1 restaurant.
L'únic establiment comercial que hi havia el 2009 era una botiga d'electrodomèstics.
L'any 2000 a Rouvres-les-Bois hi havia 21 explotacions agrícoles que ocupaven un total de 1.751 hectàrees.

## Equipaments sanitaris i escolars
El 2009 hi havia una escola elemental integrada dins d'un grup escolar amb les comunes properes formant una escola dispersa.

## Poblacions més properes
El següent diagrama mostra les poblacions més properes.